# 新紀錄
新紀錄，是日本純種競賽馬匹。生涯活躍於中長途賽事，曾勝出2014年優駿牝馬（日本橡樹大賽）。

## 出賽前
2011年2月25日出生於北海道千歲市社台牧場，所有權歸於其母系馬主原禮子旗下。
其後交由美浦訓練中心練馬師齋藤誠訓練。

## 競賽生涯

### 2歲
2013年10月19日出戰東京競馬場2歲新馬戰，於其中未能超越前方對手以第四完賽。
其後出戰2歲未勝利戰，於其中爆發速度下成功超越所有對手，最終以2 1/2馬位優勢取得首勝。
12月8日出戰條件戰日本金松賞，比賽初段一直保持於第二，進入直路後隨即加速衝出，以3/4馬位優秀再度奪得勝利。

### 3歲
2014年3月8日出戰鬱金香賞作爲年度首戰，由岩田康誠策騎。比賽開始後，其處於約莫第六的位置展開推進，進入直路後展現優秀的反應取得領先。然而此時第一人氣的織女星由大外檔殺上，新紀錄無法抵擋對手的攻勢下被超越，最終以2 1/2馬位差距落敗。
4月13日出戰櫻花賞，賽前獲得第五人氣。比賽開始後，其選擇於後方位置等待時機及保留體力，於比賽途中並未有太大動作。進入直路後，其隨即加速衝出並和夢幻舞台展開纏鬥，可惜未能戰勝對手之下再被於大外檔後上的織女星超越，最終以第三完賽。

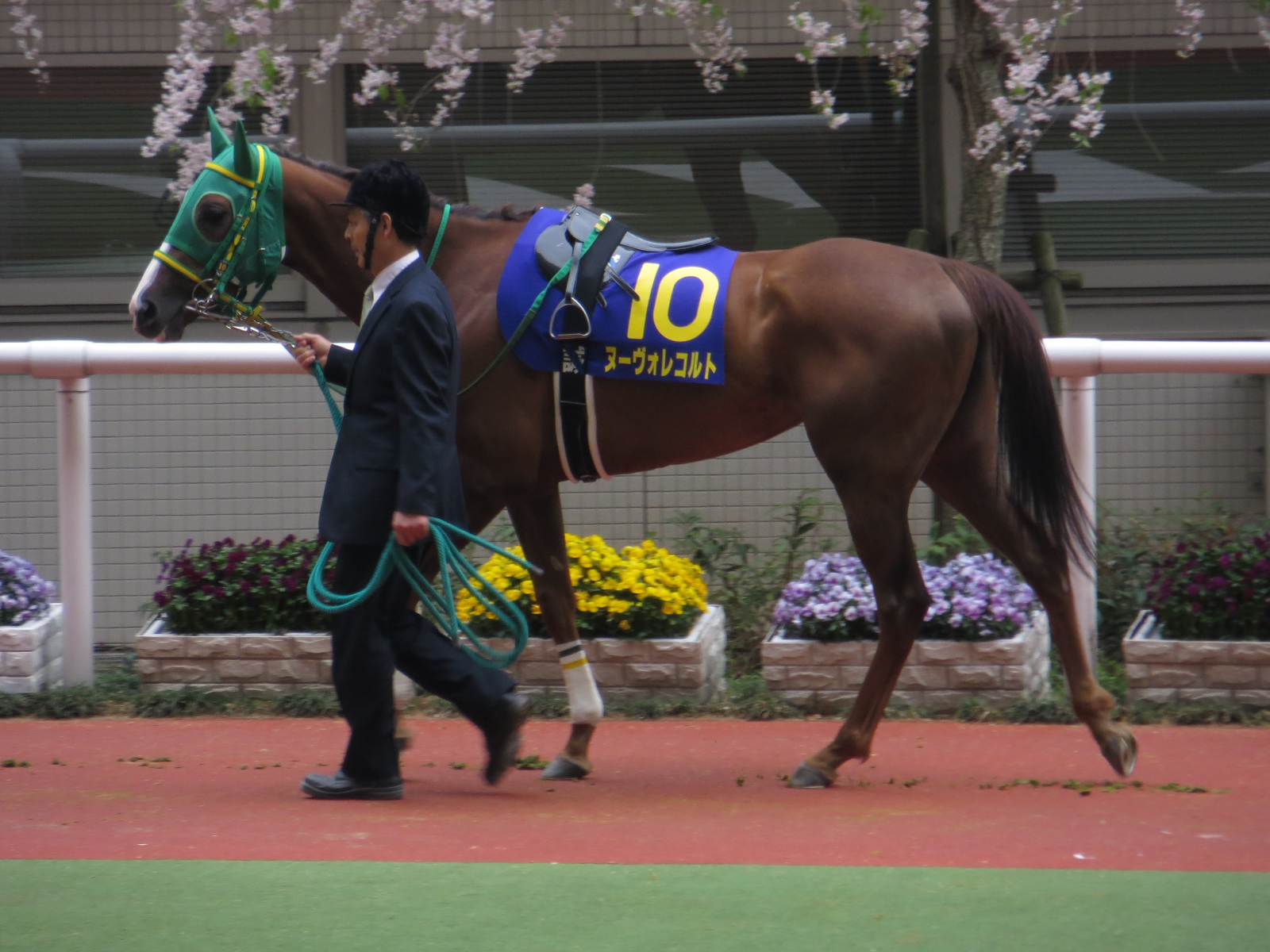
櫻花賞沙圈

其後出戰優駿牝馬，雖然其爲第二人氣，但由於第一人氣之織女星支持度過高，其獨贏賠率仍然高達9.8倍。比賽開始後，前方由Peisha Felice及Eliza Best帶出，新紀錄處於中團位置，而織女星則繼續採取後上戰術。通過最後彎道時候，新紀錄仍然處於第八的位置，然而其進入直路後成功於中檔位置穿出馬群突破，於最後200米時候領先。取得領先後其繼續保持速度速度衝刺，最終成功抵擋後方來襲的織女星及Bounce Shasse，以復仇的姿態贏過對手取得首個一級賽冠軍。
放草過後其於9月12日出戰玫瑰錦標，比賽途中以穩定的節奏保持於前方，進入直路後成功衝出輕鬆獲勝。
其後出戰雌馬三館尾關秋華賞，由於最大對手之一的織女星遠征法國出戰凱旋門大賽而缺席，其以壓倒勝的1.5倍獨贏賠率取得第一人氣。比賽開始後，前方仍然由Peisha Felice帶出，其則選擇於中團靠後的位置等待時機。進入直路後，其以凌厲的姿態衝出並逐步迫近前方領先的湘南魔瓶，可惜於對手堅守位置下未能超越，最終以頸位差距落敗得第二。
11月16日出戰女皇伊利沙伯二世盃，比賽途中選擇先行戰術，並於進入直路後一度取得領先。然而直路中段後方的命運女神開始迫近，其未能保持位置之下於最後關頭被對手超越，最終僅能壓贏Dia de la Madre守住一席第二。

### 4歲
2015年首戰爲中山紀念，將和兩代皋月賞馬標誌名駒及明媚島決戰。比賽開始後，其處於先頭位置展開推進，進入直路後仍然有餘力轟出全場最快末腳取得領先，最終於其保持優勢下成功奪得冠軍，成爲24年來再一匹勝出此賽事的雌馬。
其後出戰維多利亞一哩賽，面對較快的步速下其未能於直路上順利加速，最終以第六完賽。
6月28日出戰寶塚紀念，雖然比賽途中保持良好的節奏，但於直路上再次未能進一步加速，最終以第五落敗。
入秋後其以產經賞作爲起動戰，進入直路後於內檔展開衝刺，但無法阻止後方的湘南魔瓶之追擊，最終被超越下以1 1/2馬位差距落敗。
其後出戰女皇伊利沙伯二世盃，比賽初段選擇保持於後方位置保留體力，縱然其後其於直路跑出後600米34.4秒的不俗末腳，但仍然未能超越率先衝出保持優勢的勝之石，最終以第二完賽。
12月陣營安排其遠征香港出戰香港盃，雖然於其中發揮良好表現，但鑑於榮進之光成功一放到底下其僅得第二。

### 5歲
2016年年初以產經大阪盃作爲首戰，雖然進入直路後其反應良好，但被其他馬匹阻擋下未能衝出，一直無法擺脫劣勢下以第六完賽。
其後再度遠征香港，和朗日清天及里見皇冠一同出戰女皇盃。比賽開始後，其選擇後上戰術於尾三位置追走，進入直路後雖然對騎師武豐的指示有所響應且其成功加速，但礙於沙田馬場的430米較短直路，其未能扭轉後上的劣勢下僅跑獲第六。
回國後於8月出戰札幌紀念，受到天雨及黏地影響下未能最大程度發揮實力，最終以第四完賽。
其後陣營安排其遠征美國，出戰11月5日的育馬者盃雌馬草地大賽，可惜於直路上未能加速之下以第十一大敗。
完成育馬者盃雌馬草地大賽其停留美國，出戰於德爾馬馬場舉行的紅地氈讓賽。比賽開始後，其於中團左右位置等待時機，進入直路後抽出外檔望空加速，最終成功於終點線前超越對手獲勝。
其後並未回國，而是轉戰香港以香港瓶作爲目標。比賽途中其一直由後方位置追趕前方的賽駒，最終跑獲一席第四。

### 6歲
2017年其繼續現役，於2月26日的年度首戰中山紀念獲得第七。
3月11日出戰金鯱賞以第十大敗後，陣營宣佈安排其退役。

### 詳細賽績
| 日期       | 舉辦國家/地區 | 馬場     | 距離   | 級別 | 賽事名稱             | 負重 | 騎師     | 馬號 | 出馬 | 名次 | 時間     | 頭馬（二馬）      |
| ---------- | ------------- | -------- | ------ | ---- | -------------------- | ---- | -------- | ---- | ---- | ---- | -------- | ----------------- |
| 19/10/2013 | 日本          | 東京     | 草1600 |      | 2歲新馬              | 54   | 戶崎圭太 | 10   | 18   | 4    | 1:36.8   | Sweet Garden      |
| 9/11/2013  | 日本          | 東京     | 草1600 |      | 2歲未勝利            | 54   | 福永祐一 | 11   | 11   | 1    | 1:37.0   | （Musee Miranda） |
| 8/12/2013  | 日本          | 中京     | 草1600 |      | 日本金松賞           | 54   | 吉田隼人 | 7    | 10   | 1    | 1:36.5   | （Admire Bijin）  |
| 8/3/2014   | 日本          | 阪神     | 草1600 | GIII | 鬱金香賞             | 54   | 岩田康誠 | 13   | 13   | 2    | 1:34.7   | 織女星            |
| 13/4/2014  | 日本          | 阪神     | 草1600 | GI   | 櫻花賞               | 55   | 岩田康誠 | 10   | 18   | 3    | 1:33.4   | 織女星            |
| 25/5/2014  | 日本          | 東京     | 草2400 | GI   | 優駿牝馬             | 55   | 岩田康誠 | 9    | 18   | 1    | 2:25.8   | （織女星）        |
| 21/9/2014  | 日本          | 阪神     | 草1800 | GII  | 玫瑰錦標             | 54   | 岩田康誠 | 6    | 17   | 1    | 1:46.0   | （Tagano Etoile） |
| 19/10/2014 | 日本          | 京都     | 草2000 | GI   | 秋華賞               | 55   | 岩田康誠 | 4    | 17   | 2    | 1:57.0   | 湘南魔瓶          |
| 16/11/2014 | 日本          | 京都     | 草2200 | GI   | 女皇伊利沙伯二世盃   | 54   | 岩田康誠 | 5    | 18   | 2    | 2:12.3   | 命運女神          |
| 1/3/2015   | 日本          | 中山     | 草1800 | GII  | 中山紀念             | 55   | 岩田康誠 | 4    | 11   | 1    | 1:50.3   | （標誌名駒）      |
| 17/5/2015  | 日本          | 東京     | 草1600 | GI   | 維多利亞一哩賽       | 55   | 岩田康誠 | 15   | 18   | 6    | 1:32.5   | 真誠少女          |
| 28/6/2015  | 日本          | 阪神     | 草2200 | GI   | 寶塚紀念             | 56   | 岩田康誠 | 11   | 16   | 5    | 2.14.7   | 朗日清天          |
| 27/9/2015  | 日本          | 中山     | 草2200 | GII  | 產經賞               | 55   | 岩田康誠 | 4    | 15   | 2    | 2.12.1   | 湘南魔瓶          |
| 15/11/2015 | 日本          | 京都     | 草2200 | GI   | 女皇伊利沙伯二世盃   | 56   | 岩田康誠 | 18   | 18   | 2    | 2.14.9   | 勝之石            |
| 13/12/2015 | 香港          | 沙田     | 草2000 | GI   | 香港盃               | 55.5 | 莫雅     | 14   | 13   | 2    | 2.00.77  | 榮進之光          |
| 3/4/2016   | 日本          | 阪神     | 草2000 | GII  | 產經大阪盃           | 54   | 岩田康誠 | 3    | 11   | 6    | 2.00.0   | 鴻鵠大志          |
| 24/4/2016  | 香港          | 沙田     | 草2000 | GI   | 女皇盃               | 55.5 | 武豐     | 12   | 13   | 6    | 2.02.51  | 明月千里          |
| 21/8/2016  | 日本          | 札幌     | 草2000 | GII  | 札幌紀念             | 55   | 吉田隼人 | 1    | 16   | 4    | 2.02.3   | 新寫實派          |
| 5/11/2016  | 美國          | 聖雅尼塔 | 草2000 | GI   | 育馬者盃雌馬草地大賽 | 56   | 武豐     | 13   | 13   | 11   | 紀錄缺失 | 慈善基金          |
| 24/11/2016 | 美國          | 德爾馬   | 草2200 | GIII | 紅地氈讓賽           | 55.5 | 岩田康誠 | 1    | 10   | 1    | 2:15.56  | (Arles)           |
| 11/12/2016 | 香港          | 沙田     | 草2400 | GI   | 香港瓶               | 55.5 | 岩田康誠 | 13   | 14   | 4    | 2.27.49  | 里見皇冠          |
| 26/2/2017  | 日本          | 中山     | 草1800 | GII  | 中山記念             | 54   | 岩田康誠 | 10   | 11   | 7    | 1.48.1   | 新寫實派          |
| 11/3/2017  | 日本          | 中京     | 草2000 | GII  | 金鯱賞               | 54   | 岩田康誠 | 13   | 16   | 10   | 1.59.7   | 山勝最強          |

## 退役後
退役後，新紀錄成爲了配種馬，於北海道千歲市社台牧場休養，在2017年進行配種後隨即前往英國。首匹子嗣Donna Sereno於2018年出生，可於2020年出賽。2025年7月20日，England Eyes在小倉紀念取勝，成為了首匹勝出分級賽的子嗣。

### 主要子嗣

#### 分級賽優勝子嗣
- England Eyes（小倉紀念）

### 詳細繁殖資料
| 數目   | 馬名           | 出生年 | 性別 | 父系             | 練馬師         | 馬主   | 戰績                            |
| ------ | -------------- | ------ | ---- | ---------------- | -------------- | ------ | ------------------------------- |
| 第一匹 | Donna Sereno   | 2018   | 雌   | 龍王             | 栗東・安田翔伍 | 原禮子 | 17戰3冠0亞0季（退役・繁殖）     |
| 第二匹 | Curcuma        | 2019   | 雌   | 范高爾           | 栗東・安田翔伍 | 原禮子 | 2戰0冠0亞0亞季（退役・繁殖）    |
| 第三匹 | England Eyes   | 2020   | 雌   | 皇僕             | 栗東・安田翔伍 | 原禮子 | 16戰4冠2亞1季（現役） 分級賽1勝 |
| 第四匹 | Omega Imperial | 2021   | 雄   | 皇僕             | 栗東・安田翔伍 | 原禮子 | 9戰2冠1亞1季（現役）            |
| 第五匹 | Sena Style     | 2022   | 雌   | 設計名師         | 栗東・安田翔伍 | 原禮子 | 1戰1冠0亞0季（現役）            |
| 第六匹 | 新紀錄2023     | 2023   | 雌   | 農神節慶         |                |        | （未出賽）                      |
| 第七匹 | 新紀錄2024     | 2024   | 雌   | Bricks and Motor |                |        | （未出賽）                      |

## 血統簡介
父系真心呼喚爲日本賽駒，生涯戰績優秀，曾於2005年有馬紀念擊敗無敗三冠馬大震撼奪得冠軍，亦於其後贏得杜拜司馬經典賽。祖父週日寧靜是美國三冠賽雙軍馬，退役後在日本配種，在日本馬壇相當成功，贏得多項分級賽事，其子嗣贏得巨額獎金。
母系Omega Spirit爲日本賽駒，生涯戰績不佳僅勝出三場賽事。外祖父旋轉世界爲美國生產的法國賽駒，生涯戰績優秀並稱霸一哩賽事，曾勝出一級賽愛爾蘭二千堅尼、育馬者盃一哩大賽及隆尚磨坊大賽，更於1996及1997年連霸傑克莫華大賽。

### 血統表
| 父線：週日寧靜系（Halo系）           |                                 |                  |                 |
| 種馬 真心呼喚 2001年（棗色）         | 週日寧靜 1986年（棕色）         | Halo             | Hail to Reason  |
| 種馬 真心呼喚 2001年（棗色）         | 週日寧靜 1986年（棕色）         | Halo             | Cosmah          |
| 種馬 真心呼喚 2001年（棗色）         | 週日寧靜 1986年（棕色）         | Wishing Well     | Understading    |
| 種馬 真心呼喚 2001年（棗色）         | 週日寧靜 1986年（棕色）         | Wishing Well     | Mountain Flower |
| 種馬 真心呼喚 2001年（棗色）         | Irish Dance 1990年（棗色）      | 東來兵           | Lampala         |
| 種馬 真心呼喚 2001年（棗色）         | Irish Dance 1990年（棗色）      | 東來兵           | Severn Bridge   |
| 種馬 真心呼喚 2001年（棗色）         | Irish Dance 1990年（棗色）      | Buper Dance      | 利法爾          |
| 種馬 真心呼喚 2001年（棗色）         | Irish Dance 1990年（棗色）      | Buper Dance      | My Bupers       |
| 繁殖雌馬 Omega Spirit 2001年（棗色） | 旋轉世界 1993年（栗色）         | 雷利耶夫         | 北地舞人        |
| 繁殖雌馬 Omega Spirit 2001年（棗色） | 旋轉世界 1993年（栗色）         | 雷利耶夫         | Special         |
| 繁殖雌馬 Omega Spirit 2001年（棗色） | 旋轉世界 1993年（栗色）         | Imperfect Circle | 河人            |
| 繁殖雌馬 Omega Spirit 2001年（棗色） | 旋轉世界 1993年（栗色）         | Imperfect Circle | Aviance         |
| 繁殖雌馬 Omega Spirit 2001年（棗色） | Fager's Prospect 1990年（灰色） | 首席皇冠         | 單色            |
| 繁殖雌馬 Omega Spirit 2001年（棗色） | Fager's Prospect 1990年（灰色） | 首席皇冠         | Six Crowns      |
| 繁殖雌馬 Omega Spirit 2001年（棗色） | Fager's Prospect 1990年（灰色） | Fager's Glory    | 淘金者          |
| 繁殖雌馬 Omega Spirit 2001年（棗色） | Fager's Prospect 1990年（灰色） | Fager's Glory    | Streets Glory   |
| 雌系：號族：3-d                      |                                 |                  |                 |
| 五代內近親交配：北地舞人 5×4×5       |                                 |                  |                 |

## 命名由來
名字Nuovo Record（ヌーヴォレコルト）是意大利語，意思正是「新紀錄」。

## 外部連結
- 新紀錄 netkeiba.com （页面存档备份，存于）
- 血統表 （页面存档备份，存于）